# Bakk Judit
Bakk Judit, (Sopron, 1944. február 21. – Sopron, 2021. december 20. vagy előtte) válogatott magyar kosárlabdázó, edző. Ikertestvére Bakk László kosárlabdázó.

## Pályafutása
1960 és 1968 között a Soproni Postás, 1969 és 1970 között a budapesti Vörös Meteor, 1971 és 1974 között a VM Egyetértés kosárlabdázója volt. 1975-től 1980-ig ismét a Soproni Postásban szerepelt.
1964 és 1970 között 59 alkalommal szerepelt a válogatottban. Tagja volt az 1965-ös budapesti universiadén bronzérmes együttesnek. Három Európa-bajnokság vett részt (1966, 1968, 1970).
1983-ig a Soproni Postás vezetőedzője, később a Soproni VSE utánpótlás edzője volt.

## Sikerei, díjai
Magyarország
- Universiade
  - bronzérmes: 1965

 Vörös Meteor / VM Egyetértés
- Magyar bajnokság
  - bajnok: 1970
- Magyar kupa
  - 2.: 1971
  - 3.: 1969